# Хейс, Патриция
Патриция Лоулор Хейс (англ. Patricia Lawlor Hayes; 22 декабря 1909 года, Лондон — 19 сентября 1998 года, Суррей, Великобритания) — британская комедийная актриса.

## Карьера
Патриция Хейс известна по своим ролям в разнообразных фильмах и телевизионных передачах, среди которых были «Полчаса Хэнкока», «Шоу Артура Аски», «Шоу Бенни Хилла», «Доколе смерть не разлучит нас», «Бесконечная история» и «Рыбка по имени Ванда».
В конце 40-х сыграла роль Генри Бонса в детской радиопрограмме Би-би-си «Норман и Генри Бонс — мальчики-детективы».
Её самая знаменитая роль — Эдна в телевизионной драме «Эдна, опьяневшая женщина». За эту роль в 1972 году ей была вручена премия Британской академии кино и телевизионных искусств в номинации «Лучшая актриса».
Сыграла также роль доброй волшебницы Ризель в фильме Джорджа Лукаса «Уиллоу».
Озвучивала кукольные спектакли.
Кавалер Ордена Британской империи (1987).

## Семья
Сын — британский актёр Ричард О'Каллаган (при рождении Ричард Рук). Была руководителем Британской католической гильдии сцены, которую теперь возглавляет Ричард.
После смерти мужа, которого звали Валентин Рук, больше не выходила замуж.